# The Pembrokeshire Murders
The Pembrokeshire Murders, ou Les Meurtres du Pembrokeshire au Québec, est une mini-série britannique en trois parties d'environ 50 minutes, basée sur les meurtres commis par le tueur John Cooper, et diffusée du 11 au 13 janvier 2021 sur ITV.
Au Québec, elle a été mise en ligne le 8 juillet 2021 sur ICI TOU.TV Extra puis à la télévision à partir du 15 janvier 2022 sur ICI Radio-Canada Télé, et en France le 30 août 2021 sur Canal+.

## Synopsis
En 2006, le commissaire Steve Wilkins rouvre deux affaires de meurtres non résolus dans les années 1980, liées à une série de cambriolages.

## Distribution
- Luke Evans (VFB : Pierre Lognay) : le commissaire Steve Wilkins
- Keith Allen (VFB : Philippe Résimont) : le tueur John Cooper
- Caroline Berry (VFB : Fabienne Loriaux) : Pat Cooper, l'épouse de John Cooper
- David Fynn (VFB : Nicolas Matthys) : Jonathan Hill
- Oliver Ryan (VFB : Antoni Lo Presti) : Andrew Cooper
- Alexandria Riley (VFB : Mélissa Windal) : le capitaine Ella Richards
- Charles Dale (VFB : Philippe Allard) : le lieutenant Gareth Rees
- Steven Meo (VFB : Bruno Buidin) : le capitaine Lynne Harries
- Richard Corgan (VFB : Thierry Janssen) : le lieutenant Glyn Johnson
- Kyle Lima : le commissaire-divisionnaire Nigel Rowe
- Steffan Cennydd : Jack Wilkins
- Anastasia Hille (VFB : Colette Sodoyez) : Dr Angela Gallop
- Roger Evans (VFB : Daniel Nicodème) : le commandant Jim Morris
- William Thomas (VFB : Robert Dubois) : le commandant George Jones
- Suzanne Packer (VFB : Myriem Akheddiou) : le commissaire-divisionnaire Tyler
- Owen Teale (VFB : Robert Guilmard) : le procureur Gerard Elias
- Ian Saynor (VFB : Guy Pion) : le juge John Griffith Williams
- Rhodri Evan (VFB : Michel Hinderyckx) : le commissaire Coles

## Épisodes
| no | Titre     | Réalisation | Scénario     | Première diffusion |
| --- | --------- | ----------- | ------------ | ------------------ |
| 1 | Épisode 1 | Marc Evans  | Nick Stevens | 11 janvier 2021    |
| Le commissaire Steve Wilkins rouvre deux affaires de meurtres non résolus dans les années 1980 dans le Pays de Galles. |           |             |              |                    |
| 2 | Épisode 2 | Marc Evans  | Nick Stevens | 12 janvier 2021    |
| L'enquête sur les meurtres du sentier côtier se poursuit, mais sans résultats concluants des tests scientifiques, le commissaire Wilkins et son équipe doivent s'attaquer de front au principal suspect, John Cooper, pendant trois jours de garde à vue. |           |             |              |                    |
| 3 | Épisode 3 | Marc Evans  | Nick Stevens | 13 janvier 2021    |
| Le commissaire John Wilkins et son équipe continuent à chercher des preuves permettant d'inculper John Cooper. La découverte du short kaki dans les archives judiciaires, permettra d'envoyer le suspect devant le tribunal.                              |           |             |              |                    |